# Amazona violacea
Amazona violacea é uma espécie hipotética extinta de arara que pode ter sido endêmica de Guadalupe, no Caribe.